# 逆流 (電影)
《逆流》（日语：／ Gyakuryū）是1924年日本黑白默片，有電影辯士解說，由二川文太郎執導。《逆流》常被稱為《雄呂血》的緣起，講述了虛無主義武士的故事，該角色由阪東妻三郎飾演，母親被殺，姊姊被利用、欺騙，自己則失去一生中唯一愛的人。

## 外部連結
- 互联网电影数据库（IMDb）上《逆流》的资料（英文）